# Íñigo de la Cueva y Mendoza
Íñigo de la Cueva y Mendoza (m. 1547) fue un noble y militar castellano que estuvo al servicio de Carlos I de España.

## Biografía
Nacido en el castillo de Cuéllar, fue hijo del maestre Beltrán de la Cueva, valido de Enrique IV de Castilla, I duque de Alburquerque, I conde de Ledesma y de Huelma, señor de Cuéllar y otras villas, y de su primera mujer Mencía de Mendoza y Luna, hija de Diego Hurtado de Mendoza y Suárez de Figueroa, II marqués de Santillana, I duque del Infantado, y de su primera mujer Brianda de Luna y Mendoza.
Fue llamado Íñigo en honor a su abuelo materno, Íñigo López de Mendoza, I marqués de Santillana; su madre le hizo una mejora en la tercera parte de sus bienes. En primer lugar siguió la carrera eclesiástica y tuvo cargos en la archidiócesis de Toledo, pero abandonó su estado e inició carrera en las armas. Fue general de la gente de guerra del reino de Toledo, y visitador general de las milicias del reino de Granada.
Contrajo matrimonio con su sobrina Ana de la Cueva y Mendoza, hija natural de su hermano Francisco Fernández de la Cueva y Mendoza, II duque de Alburquerque. La esposa llevó a cabo la refundación del monasterio de Santa Clara de la villa de Cuéllar, por lo que la propiedad del inmueble pasó a la Casa de Alburquerque, siendo propiedad de la misma en la actualidad. Ambos esposos fueron enterrados en la capilla mayor del monasterio.